# Église de la Sainte-Dormition de Rivne
L'église de la Sainte-Dormition (ukrainien : Свято-Успенська церква) est un édifice religieux situé à Rivne en Ukraine. Elle est l'une des plus anciennes églises de la ville et est située au 113 rue Chevtchenko.

## Histoire

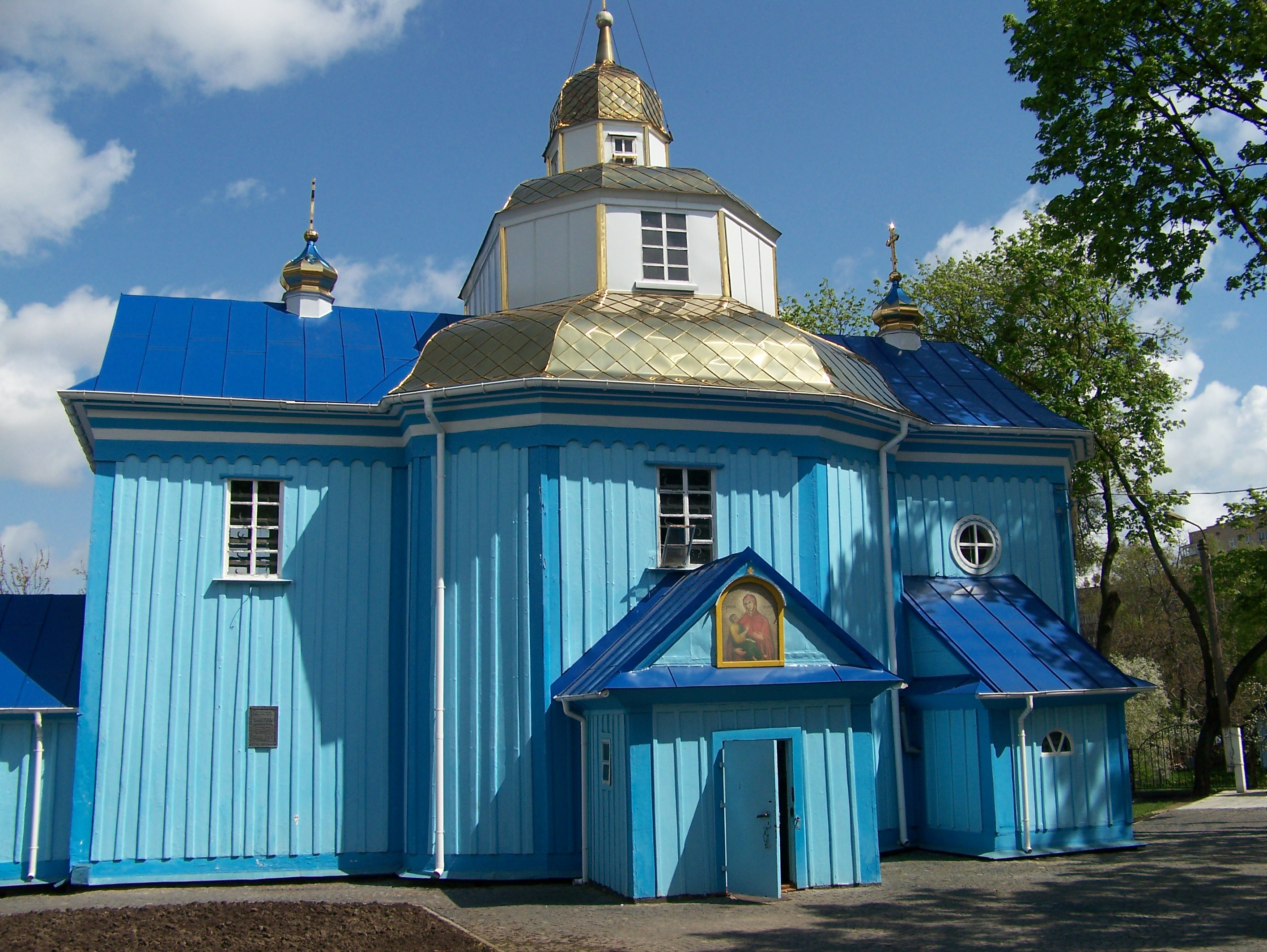
L'entrée.

La première plus ancienne dédicace est de 1756 mais la plus ancienne mention est de 1634. Elle était alors connue comme l'église d'Omelianivska du nom de la route vers Velyka Omelyana. En 1756 elle fut consacrée par le rite gréco-catholique. Elle est de style de l'architecture en bois de Volyn. Sur une base en pierre elle est élevée sans clou.
Elle est inscrite au Registre national des monuments d'Ukraine depuis 1979 sous le numéro : 56-101-0113.